# Iglesia de San Miguel (Cluj-Napoca)
La Iglesia de San Miguel (en rumano: Biserica Sfântul Mihail) es una iglesia católica de estilo gótico en Cluj-Napoca en Rumania. Es la segunda iglesia más grande (después de la Iglesia Negra de Braşov) en la región geográfica de Transilvania. La nave es de 50 metros de largo y 24 metros de ancho, el ábside es de 20 × 10 m. La torre, con una altura de 76 metros (80 metros incluyendo la cruz) es la más elevada en Transilvania. El portal occidental está decorado con los tres escudos de Segismundo como rey de Hungría, como Rey de Bohemia y como emperador romano santo.
La construcción se inició probablemente en lugar de la capilla de Santiago. La financiación de la iglesia se hizo en parte por los ciudadanos, en parte por los ingresos de las indulgencias. (El primer documento relacionado de 1349, firmado por el arzobispo de Aviñón y otros quince obispos concede la indulgencia para los  contribuyeran a la iluminación y el mobiliario de la iglesia de San Miguel.) La construcción se completó entre 1442 a 1447, la vieja torre fue construida entre 1511-1545. La torre que se encuentra hoy en día se construyó en 1862.